# Henry Wulschleger
Henri Louis Wullschleger dit Henry Wulschleger, né le 31 juillet 1894 à Paris 3e et mort le 4 mars 1943 à Paris 17e, est un réalisateur et scénariste français. il est inhumé au cimetière parisien de Pantin dans la 15e division

## Biographie
Henry Wulschleger a commencé très tôt sa carrière de réalisateur au temps du cinéma muet en tournant entre septembre 1913 et juillet 1914 les 21 épisodes de la série Snob  pour le compte de la société de production Le Cosmograh, avec l'acteur Zinel dans le rôle-titre. Mobilisé en août 1914, il reprend son activité dès 1918 d'abord comme opérateur puis à nouveau comme réalisateur à partir de 1920. Il tourne quelques films avec le cinéaste Alfred Machin.
Il réalise son premier film parlant en 1930, La Prison en folie, avec l'acteur Noël-Noël.
Ses œuvres sont souvent des comédies burlesques interprétées par le troupier comique Bach, avec lequel il collabore dans treize films dont L'Affaire Blaireau (1931), Bout de chou où débute Jean Buquet à l'âge de 5 ans, Tire au Flanc (1933), Sidonie Panache (1934),  Le Cantinier de la coloniale (1937),  Bach en correctionnelle (1939).
Henry Wulschleger est connu aussi pour sa réalisation de Tout va très bien, Madame la marquise en 1936, scénario d'Yves Mirande, avec Noël-Noël, et le chanteur et compositeur Ray Ventura et ses Collégiens qui interprètent la chanson éponyme ; chanson dont s'est inspiré Paul Misraki en 1931 pour la scène comique.

## Filmographie

### Comme opérateur
- 1918 : Après lui, comédie sentimentale en trois parties de Maurice de Féraudy et Gaston Leprieur, d'après le roman de Pierre Villetard

### Comme réalisateur
- 1913 : Snob proprio
- 1913 : Snob villégiature
- 1913 : Les Déboires de Snob
- 1913 : Les Fiançailles de Snob
- 1913 : Le Rendez-vous de Snob
- 1913 : Snob, bureaucrate par amour
- 1913 : Snob, dompteur d'occasion
- 1913 : Snob en vacances
- 1913 : Snob, maître-nageur
- 1913 : Snob mélomane
- 1913 : Snob fait l'ouverture de la chasse
- 1914 : Le Rival de Snob / Une rivale de Snob
- 1914 : Le Rêve de Snob
- 1914 : Snob boxeur
- 1914 : Snob, chef de bureau
- 1914 : Snob est distrait
- 1914 : Snob et le mystère de la perle noire
- 1914 : Snob et le parapluie ensorcelé
- 1914 : Snob reçoit son chef de bureau
- 1914 : Snob renouvelle le tango
- 1914 : Le Truc de Snob
- 1920 : Une nuit agitée
- 1921 : Pervenche (coréalisation : Alfred Machin)
- 1923 : Moi aussi, j'accuse (scénariste)
- 1924 : Les Millions de l'oncle James / Les Héritiers de l'oncle James
- 1925 : Le Nègre blanc (coréalisation : Nicolas Rimsky)
- 1925 : Humanité
- 1925 : Bêtes comme les hommes (coréalisation : Alfred Machin)
- 1927 : Le Manoir de la peur (coréalisation : Alfred Machin)
- 1929 : Le Capitaine Fracasse (assistant et scénariste)
- 1930 : Elle veut faire du cinéma
- 1931 : La Prison en folie
- 1931 : En bordée (coréalisateur : Joe Francis)
- 1932 : L'Affaire Blaireau
- 1932 : Le Champion du régiment
- 1933 : Tire-au-flanc
- 1933 : Bach millionnaire
- 1933 : L'Enfant de ma sœur
- 1934 : Sidonie Panache
- 1934 : Le Train de 8 heures 47
- 1935 : Bout de chou
- 1935 : Debout là-dedans !
- 1936 : Tout va très bien madame la marquise
- 1938 : Le Cantinier de la coloniale
- 1938 : Gargousse
- 1940 : Bach en correctionnelle

### Comme assistant-réalisateur
- 1928 : L'Équipage de Maurice Tourneur

### Comme scénariste
- 1920 : Une nuit agitée d'Alfred Machin et Henry Wulschleger
- 1920 : On attend Polochon d'Alfred Machin
- 1921 : Pervenche d'Alfred Machin et Henry Wulschleger
- 1924 : L'Enigme du Mont-Agel d'Alfred Machin
- 1924 : Les Millions de l'oncle James d'Alfred Machin et Henry Wulschleger
- 1932 : Le Champion du régiment d'Henry Wulschleger

### Comme adaptateur
- 1938 : Gargousse, d'Henry Wulschleger